# Blättrige Orientierung
In der Mathematik ist blättrige Orientierung (engl.: foliar orientation) ein Begriff aus der Topologie, speziell der Theorie der Blätterungen.

## Definition
Sei {\displaystyle {\mathcal {T}}} eine Triangulation einer geschlossenen 3-Mannigfaltigkeit. Eine Kantenorientierung von {\displaystyle {\mathcal {T}}} besteht aus der Wahl einer Richtung für jede Kante der Triangulation.
Eine Kantenorientierung heißt azyklisch, wenn für kein Dreieck der Triangulation die Orientierungen der Randkanten einen gerichteten Zykel geben. In diesem Fall gibt es zu jedem Dreieck eine „lange Kante“ und zwei „kurze Kanten“ (bezeichnet als „obere“ und „untere“ kurze Kante), so dass das Durchlaufen entweder der langen oder der beiden kurzen Kanten hintereinander jeweils in orientierter Richtung dasselbe Eckenpaar verbindet.
Weiter hat man dann in jedem Tetraeder der Triangulation eine eindeutige „sehr lange Kante“, die in beiden adjazenten Dreiecken eine lange Kante ist. Eine Kante der Triangulation heißt dann eine Senke, wenn sie in jedem adjazenten Tetraeder sehr lang ist.
In jedem Tetraeder der Triangulation gibt es zwei Kanten, die in den beiden adjazenten Dreiecken derselbe Typ kurzer Kanten (also beide obere oder beide untere kurze Kanten) sind. Wir betrachten die kleinstmögliche Äquivalenzrelation auf Dreiecken der Triangulation, für die die adjazenten Dreiecke solch kompatibler kurzer Kanten äquivalent sind (also die von dieser Bedingung erzeugte Äquivalenzrelation).
Eine blättrige Orientierung ist eine azyklische Kantenorientierung ohne Senken, für die diese Äquivalenzrelation nur eine Äquivalenzklasse hat.

## Konstruktion von Blätterungen
Sei {\displaystyle Y} eine geschlossene, orientierbare 3-Mannigfaltigkeit und {\displaystyle {\mathcal {T}}} eine (semisimpliziale) Triangulation von {\displaystyle M}. Wenn {\displaystyle {\mathcal {T}}} eine blättrige Orientierung besitzt, dann hat {\displaystyle Y} eine ko-orientierbare, straffe Blätterung, die transversal zum 1-Gerüst von {\displaystyle {\mathcal {T}}} ist und deren Ko-Orientierung die Kantenorientierung von {\displaystyle {\mathcal {T}}} erzeugt.